# Caccia al testimone (film)
Caccia al testimone (Acts of Betrayal) è un film statunitense del 1997 diretto da Jack Ersgard.